# 青梅市立第一小学校
青梅市立第一小学校（おうめしりつだいいちしょうがっこう）は、東京都青梅市にある小学校。青梅市内の小学校で歴史のある小学校の一つである。青梅一小、一小とも言われている。窓からは青梅駅が見える。駅の構内放送も聞こえる。

## 沿革
- 1873年（明治6年）5月5日 - 青梅学舎として創立
- 1877年（明治10年）6月 - 校名を青梅学校に改称。
- 1879年（明治12年）6月 - 日向和田分校を設置
- 1887年（明治20年）4月1日 - 校名を神奈川県西多摩郡青梅町立尋常高等小学校に改称。
- 1893年（明治26年）4月1日 - 西多摩郡が東京府に移管される。校名を東京府西多摩郡青梅町立尋常高等小学校に改称。
- 1941年（昭和16年）4月1日 - 国民学校令により、校名を東京府西多摩郡青梅国民学校に改称。
- 1943年（昭和18年）7月1日 - 東京都制により、校名を東京都西多摩郡青梅町立青梅国民学校に改称。
- 1947年（昭和22年）4月1日 - 学制改革により、校名を青梅町立青梅小学校に改称。
- 1951年（昭和26年）4月1日 - 市制施行により、校名を青梅市立青梅小学校に改称。
- 1953年（昭和28年）9月1日 - 校名を現在の名称に変更
- 1969年（昭和44年）3月30日 - 日向和田分校を廃統合する。
- 2004年（平成16年） - 防犯カメラ設置
- 2006年（平成18年） - AED設置

## 通学区域
2011年4月1日現在、通学区域は以下の通りである。
- 西分町一丁目～三丁目
- 住江町
- 本町
- 仲町
- 上町
- 森下町
- 裏宿町
- 天ヶ瀬町
- 滝ノ上町
- 大柳町
- 日向和田一丁目～三丁目
- 千ヶ瀬町五丁目の一部（579番地の2～7、580番地の3、591番地の2～5、592番地、593番地、594番地～598番地、630番地、633番地から634番地の1まで、634番地の3～10、634番地の13～22、635番地の2、637番地の4、638番地～725番地）、六丁目

## 交通
- 最寄り駅はJR青梅線青梅駅。徒歩7分[2]。

## 周辺施設等
- 青梅駅
- 青梅市文化交流センター（青梅市民センターを含む。旧・青梅市民会館）
- 青梅図書館
- 永山公園
- 青梅鉄道公園
- 住吉神社
- 昭和レトロ商品博物館
- 青梅赤塚不二夫会館(2020年3月27日閉館)
- 青梅市立美術館